# Camanche North Shore
Camanche North Shore est une census-designated place du comté d'Amador, dans l'État de Californie, aux États-Unis,. En 2020, elle compte une population de 1 070 habitants.